# Григор'єв Сергій Вікторович
Сергі́й Ві́кторович Григо́р'єв (28 лютого 1896, Харків — 10 червня 1975, Сент-Пол) — український радянський і американський архітектор.

## З життєпису
Під час війни з родиною залишився в окупованому Києві, проектував і розписував іконостаси для сільських церков Київщини. Далі потрапив на Захід, пройшов табори для переміщених осіб і в 1950 році емігрував до Америки. Син Олег (1933—2016) поміняв прізвище на Грегорет (англ. Oleh S. Gregoret) і теж став американським архітектором.

### Вибрані реалізовані проекти
- Амбулаторія в Кадіївці;
- Робітничий університет в Ровеньках;
- Електростанція в Сумах;
- Деревообробна фабрика в Луганську;
- Клуб в Бурині;
- У Харкові
  - Електрозавод
  - Житловий будинок по вул. Чернишевського, 88
  - Житловий будинок по вул. Сумській, 110
  - Реконструює собор на Святих Горах в театр профспілкового будинку відпочинку
  - Інтер'єр готелю «Асторія»
- У Києві:
  - Будівля Адміністрації Президента України на Банковій, 11
  - Будівля на Терещенківській, 5 (1934)
  - Будівля на Шовковичній, 23-25 (1934)
  - Будинок на Інститутській, 20/8 (1934)
  - Будинок на Інститутській, 16 (1935)
  - Будинок на Шовковичній, 10 (1935)
  - Будинок на Шовковичній, 21 (1935)
  - Будівля на Обсерваторній, 23
  - Інтер'єр готелю «Спартак» (на Хрещатику)
  - Ресторан і кафе «Гранд-готелю» (на Хрещатику)
  - Автобаза Раднаркому на вулиці Івана Драча (1935—1936)

## Участь у конкурсах
- Конкурс проектів дачі Раднаркому УСРР в Гайдарах (1932). У підсумку будує «павільйон-кабінет» та кухню-їдальню.

## Зображення

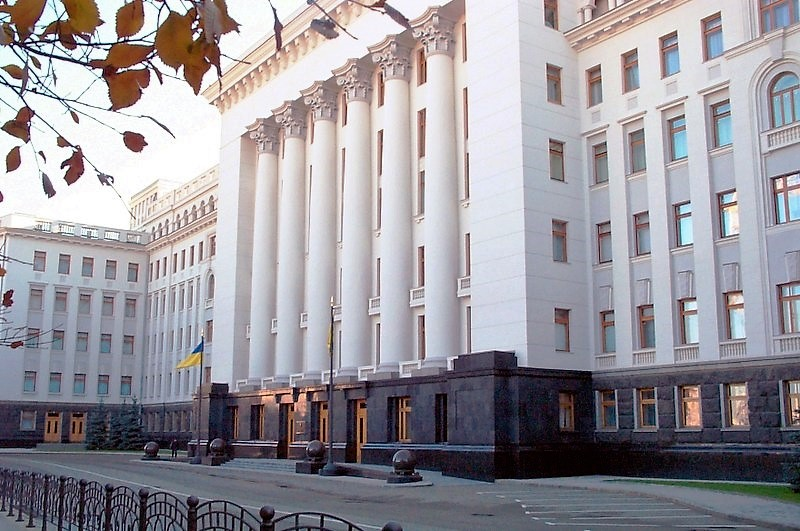
Будівля Адміністрації Президента України в Києві
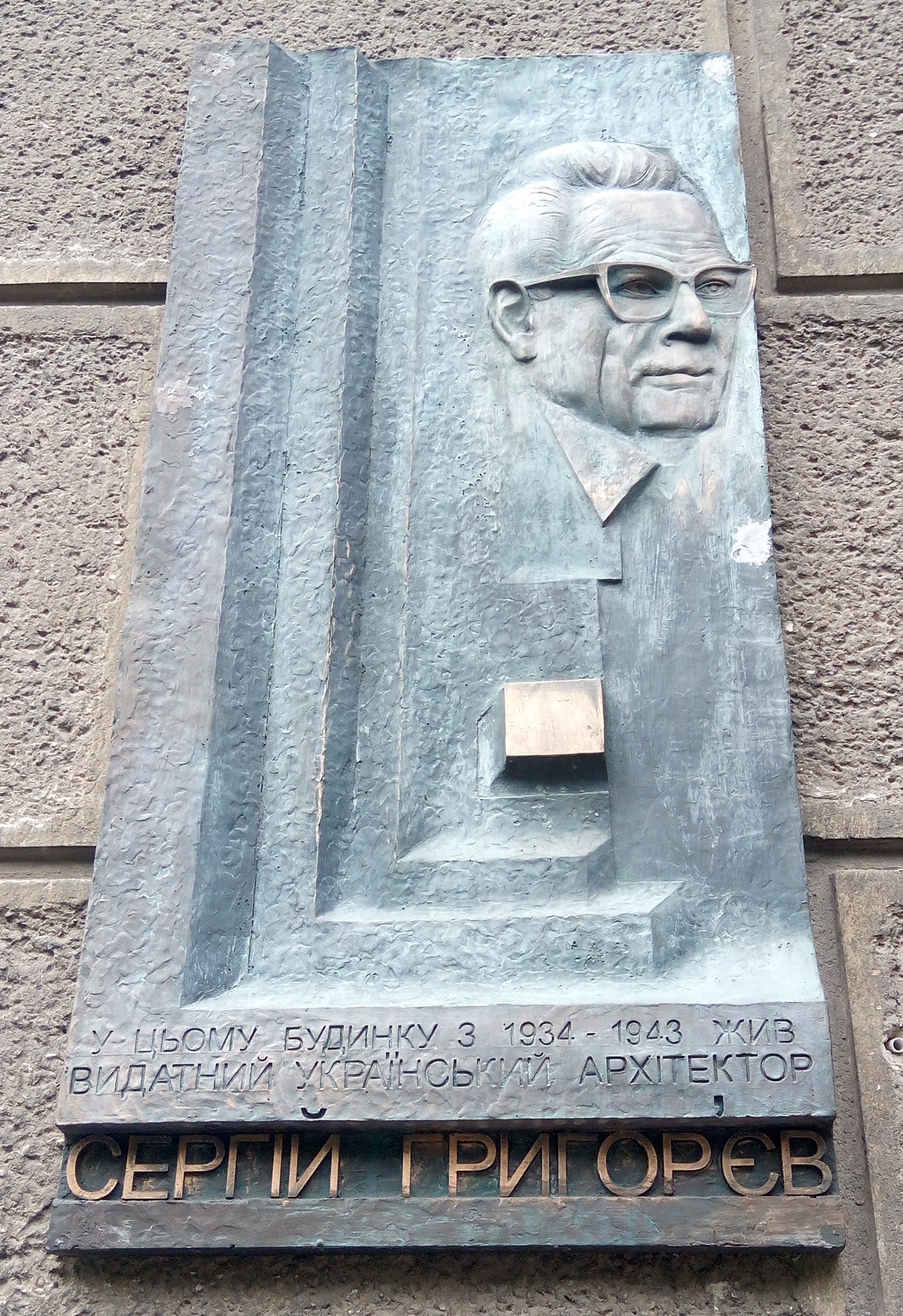
Меморіальна дошка Сергію Григор'єву на вулиці Шовковичній 10 в Києві